# Kingdom of Heaven
Kingdom of Heaven is een Amerikaanse film uit 2005. Het is een historisch epos over de kruisvaarderstijd in de twaalfde eeuw.
De filmmuziek van Kingdom of Heaven (van Harry Gregson-Williams) won een Satellite Award terwijl acteur Orlando Bloom beloond werd met de publieksprijs op de European Film Awards.

## Verhaal
In een afgelegen dorp in Frankrijk leeft Balian, een wapensmid. Hij wordt gekweld door de recente zelfmoord van zijn vrouw en zijn doodgeboren kind. Een groep kruisvaarders arriveert in het kleine dorp en een van de kruisvaarders komt bij Balian. Hij introduceert zich als zijn biologische vader, Baron Godfrey van Ibelin. Godfrey, die heeft gehoord van Balians recente verliezen, probeert Balian over te halen om met hem mee te reizen naar Jeruzalem met de kruisvaarders, in de hoop dat Balian uiteindelijk Godfrey opvolgt. Balian weigert en de kruisvaarders vertrekken. Kort daarna vertelt de corrupte priester, Balians halfbroer, dat het lichaam van zijn vrouw is onthoofd nog voor de begrafenis. (Deze methode werd vaker toegepast op mensen die zelfmoord pleegden, om ervoor te zorgen dat de ziel niet in de hemel komt.) Balian wordt woedend en steekt de priester neer met het zwaard waaraan hij had gewerkt en vlucht weg richting de kruisvaarders die hij eerder had afgewezen om mee te gaan. Balian beslist om zijn vader te volgen, aangezien hij zou worden gedood als hij zou blijven. Hij hoopt zo vergeving voor zichzelf en zijn vrouw te krijgen.
In Messina wordt Balian geridderd door zijn vader die op het punt staat te sterven. Godfrey beveelt Balian om de koning van Jeruzalem te dienen en de armen bij te staan. Zijn vader deelt hem zijn visie mee over moraal en rechtvaardigheid in het Heilige Land, tot hij uiteindelijk bezwijkt aan zijn verwondingen. Tijdens zijn reis naar Jeruzalem wordt het schip van Balian getroffen door een storm. Hij spoelt samen met een paard aan. Het paard vlucht weg en Balian gaat het achterna. Na hem uiteindelijk te hebben gevonden, loopt hij een moslimruiter met zijn dienaar Imad tegen het lijf. De ruiter eist het paard op, maar in een gevecht doodt Balian de moslim. Daarentegen spaart hij de dienaar en vraagt deze hem naar Jeruzalem te brengen. Bij aankomst in Jeruzalem laat Balian de dienaar vrij, Deze vertelt hem edelmoedig: Uw kwaliteiten zullen bij uw vijanden bekend zijn al voor dat u ze ontmoet.
Nadat hij is geaccepteerd als nieuwe Heer van Ibelin, bevindt Balian zich al spoedig in de politieke arena van Jeruzalem. De wijze koning Baldwin IV, die aan lepra lijdt en zijn aangetaste gezicht met een zilveren masker bedekt, zijn zuster, de prinses Sibylla en Guy de Lusignan, Sibylla's wrede man. Ondanks het respect dat Baldwin afdwingt bij christenen en moslims, probeert Guy, die is uitverkoren om te regeren na de dood van de koning, een oorlog te veroorzaken tussen christenen en moslims, om zo het Rijk voor de christenen te claimen. Guy en zijn handlanger Reynald (Reinoud van Châtillon) slachten een moslimkaravaan af. Saladin, de leider van de islamitische legers, wordt woedend en trekt ten strijde. Hij wil Kerak, Reynalds kasteel, belegeren. Balian besluit om het kasteel te verdedigen, om zo de onschuldige burgers die om het kasteel wonen, te redden. Ondanks dat hij in de minderheid is valt hij Saladins ruitereenheden aan, zodat de burgers het kasteel in kunnen vluchten. Het gevecht is snel beslist en Balian vindt zichzelf als gevangene. Het blijkt dat hij is gevangengenomen door de dienaar die hij vrijuit liet gaan. De dienaar, die een van Saladins generaals blijkt te zijn, herinnert zich de nobele daad van Balian en laat hem gaan. Ondertussen arriveert Baldwin IV met het kruisvaarders leger en onderhandelt met succes over een terugkeer van de moslims, om zo een bloedbad te voorkomen. De generaals van Saladin zijn woedend op hun leider, en vragen waarom hij een gevecht uit de weg ging. Saladin wuift de aantijgingen weg met het argument dat het stom is om met haast een oorlog aan te gaan. Hij zegt toe Jeruzalem aan te vallen als hij zijn voorbereidingen heeft getroffen. Baldwin straft Reynald en arresteert hem, maar Baldwin voelt zich steeds zwakker en denkt dat hij snel zal sterven.
Zo wordt Sibylla koningin en benoemt ze Guy als onderkoning. Guy, die nu kan doen waar hij zin in heeft, laat Reynald vrij en lokt een oorlog uit door de zus van Saladin te vermoorden. Vervolgens marcheren Guy en Reynald met hun leger, zonder genoeg voedsel en water, de woestijn in om Saladin te bevechten. Daardoor laten ze Jeruzalem onbewaakt achter. De enigen die zich nog in Jeruzalem bevinden zijn Balian met zijn gevolg en de inwoners. Saladin valt Guy aan, in de Slag bij Hattin en de kruisvaarders worden verslagen. Guy en Reynald worden gevangengenomen en Reynald wordt door Saladin in de keel gestoken. Vervolgens marcheert Saladin met zijn grote leger naar Jeruzalem. Balian toont zich een meester in het goed voorbereiden van een effectieve defensie, waarbij hij nauwkeurig de afstanden en doelen meet voor zijn eigen verdedigingswerktuigen. Balian weet ook het moreel van de verdedigers te sterken door hen allen tot ridder te slaan.
Saladin valt groots aan voorafgegaan door een allesvernietigend bombardement van in brand gestoken projectielen. De verdediging lijkt hopeloos tegenover het gigantisch grote en sterke leger van de zeer integere Saladin. Het beleg duurt 3 dagen waarin Balian zijn tactische vaardigheden laat zien door het vernielen van de zware belegeringstorens en het houden van de bressen in de muren van de stad. Balian geeft zich, na zware verliezen te hebben geleden, uiteindelijk over, nadat Saladin hem belooft dat alle christenen een veilige doortocht krijgen naar hun eigen land. Balian geeft toe dat de christenen in het verleden de moslims hebben proberen te vernietigen, maar Saladin verzekert hem dat hij een eerlijk man is en laat de inwoners vrijuit gaan. Balian vindt in de vertrekkende colonne Sybilla en haalt haar over om met hem mee te gaan.
Wanneer Balian terug is in zijn Franse dorp, trekt er een (derde) kruistocht langs onder leiding van Richard I van Engeland. Richard zoekt Balian, de verdediger van Jeruzalem, maar Balian zegt dat hij maar een wapensmid is. Nadat ze het graf van zijn eerste vrouw hebben bezocht rijden Balian en Sibylla de zonsondergang tegemoet.

## Rolverdeling
| Acteur                | Personage                               |
| --------------------- | --------------------------------------- |
| Orlando Bloom         | Balian van Ibelin                       |
| Liam Neeson           | Godfrey van Ibelin                      |
| Eva Green             | Sibylla van Jeruzalem                   |
| Edward Norton         | Boudewijn IV van Jeruzalem (Baldwin IV) |
| Jeremy Irons          | Tiberias                                |
| Brendan Gleeson       | Reinoud van Châtillon                   |
| Ghassan Massoud       | Saladin                                 |
| Alexander Siddig      | Imad                                    |
| David Thewlis         | Hospitaler                              |
| Marton Csokas         | Guy de Lusignan                         |
| Velibor Topic         | Amalrik                                 |
| Kevin McKidd          | Sergeant                                |
| Michael Sheen         | Priester                                |
| Ulrich Thomsen        | Geraard van Ruddervoorde                |
| Nikolaj Coster-Waldau | Sheriff                                 |
| Eriq Ebouaney         | Firuz                                   |
| Jouko Ahola           | Odo                                     |
| Iain Glen             | Richard I van Engeland                  |